# Luís Rocha
Luís Augusto Martins Rocha (ur. 27 czerwca 1993 w Gavião) – portugalski piłkarz występujący na pozycji lewego obrońcy.

## Życiorys

### Kariera klubowa
Wychowanek FC Famalicão, zadebiutował w portugalskiej ekstraklasie w barwach Vitória SC.  
Od 2016 występował w greckim Panetolikos GFS. 5 stycznia 2019 podpisał półtoraroczny kontrakt z polskim klubem Legia Warszawa, a kwota odstępnego wyniosła 150 tysięcy euro. Rocha zadebiutował w stołecznym klubie 1 marca 2019, w wygranym 2–0 meczu z Miedzią Legnica.
24 lutego 2021 przeniósł się do innego klubu PKO BP Ekstraklasy i podpisał półroczną umowę z Cracovią, którą przedłużył o rok w maju tego samego roku. 30 czerwca 2022 roku wygasł jego kontrakt z krakowskim klubem, i nie został przedłużony.

### Kariera reprezentacyjna
Występował w młodzieżowych reprezentacjach Portugalii: U-16 i U-17.

## Sukcesy

### Klubowe
Vitória SC
- Puchar Portugalii: 2012/2013

Legia Warszawa
- PKO BP Ekstraklasa: 2019/2020, 2020/2021